# 특징 선택
특징 선택(Feature selection)은 모델 구성에 사용할 관련 특징(변수, 예측 변수)의 하위 집합을 선택하는 프로세스이다. 스타일로메트리와 DNA 마이크로어레이 분석은 특징 선택이 사용되는 두 가지 경우이다. 특징 추출과는 구별되어야 한다.
특징 선택 기술은 다음과 같은 여러 가지 이유로 사용된다.
- 연구자/사용자가 해석하기 쉽도록 모델을 단순화하기 위해[2]
- 더 짧은 훈련 시간[3]
- 차원의 저주를 피하기 위해[4]
- 학습 모델 클래스와의 데이터 호환성을 향상시키기 위해[5]
- 입력 공간에 존재하는 고유한 대칭성을 인코딩하기 위해[6][7][8][9]

특징 선택 기술을 사용할 때의 핵심 전제는 데이터에 중복되거나 관련성이 없는 일부 특징이 포함되어 있으므로 정보 손실을 많이 발생시키지 않고 제거할 수 있다는 것이다. 중복성과 관련성 없음은 서로 다른 두 가지 개념이다. 하나의 관련 기능이 밀접하게 연관되어 있는 다른 관련 기능이 있으면 중복될 수 있기 때문이다.
특징 추출은 원래 특징의 함수로부터 새로운 특징을 생성하는 반면, 특징 선택은 특징의 하위 집합을 반환한다. 특징 선택 기술은 특징이 많고 샘플(또는 데이터 포인트)이 상대적으로 적은 도메인에서 자주 사용된다.

## 같이 보기
- 클러스터 분석
- 데이터 마이닝
- 차원 축소 (통계학)
- 특징 공학
- 모형 선택